# 吉迪恩·罗斯
吉迪恩·罗斯（英语：Gideon G. Rose；1963-），美国政治学者、时事评论家、专栏作家，哈佛大学博士，《外交事务》杂志前编辑和美国外交关系协会會员。他于1998年最先提出国际关系理论中的“新古典现实主义”（Neoclassical Realism）概念。